# Campanile Basso
Le Campanile Basso est un sommet des Alpes, à 2 883 m, dans le massif de Brenta dans les Alpes rhétiques méridionales, en Italie (Trentin-Haut-Adige). Ce monolithe quadrangulaire a marqué l'histoire de l'alpinisme, sa verticalité en faisant un symbole d'invincibilité dans les Alpes orientales.

## Géographie

### Situation
La Campanile Basso est une aiguille haute de 300 m située dans la chaîne de Sfulmini, dans la crête de liaison entre la Cima Brenta Alta (2 960 m) et la Torre di Brenta (3 014 m), séparées par les deux brèches de Bocchetta di Campanile Alto au nord et Bocchetta di Campanile Basso au sud. Il appartient au massif de Brenta qui est le seul groupe dolomitique à l'ouest de la rivière Adige. Pour cette raison, ce massif n'a pas toujours été considéré comme faisant partie des Dolomites même si géologiquement il fait manifestement partie de celles-ci.
Le Campanile Basso se trouve sur le territoire du parc naturel Adamello Brenta.

### Géologie
Le massif de Brenta, dont fait partie le Campanile Basso, est caractérisé par une abondance de dolomie, roche sédimentaire carbonatée.

## Premières ascensions
- 18 août 1899 - par Otto Ampferer et Karl Berger[2].
- 27 août 1908 - paroi sud-ouest dièdre Fehrmann par Rudolf Fehrmann (en) et Oliver Perry-Smith[2].
- 28 juillet 1911 - paroi est par Paul Preuss en solitaire[2].
- 7 août 1937 - spigolo sud-est par Rizieri Costazza, Sandro Disertori, Pino Fox et Luigi Golser[2].

## Activités

### Alpinisme
- Voie normale (Ampferer-Berger) - AD+
- Dièdre Fehrmann - D+
- Voie Preuss - TD-
- Spigolo sud-est (spigolo Fox) - TD+

### Via ferrata
- La via delle Bocchette Centrali traverse la face est et relie ainsi les deux brèches Bocchetta di Campanile Alto au nord et Bocchetta di Campanile Basso au sud.

### Accès
- Refuge Tosa-Pedrotti (2 491 m).
- Refuge Brentei (2 182 m).
- Refuge Alimonta (2 580 m).